# Kurt Spangenberg
Kurt Spangenberg (ur. 1 kwietnia 1889 w Weidzie, zm. 25 stycznia 1957 w Heggen (gmina Finnentrop) (niektóre źródła wskazują jako miejsce śmierci Tybingę)) – niemiecki mineralog, krystalograf, profesor.
Spangenberg był uczniem Gottloba Lincka, pod kierunkiem którego obronił w 1912 na uniwersytecie w Jenie pracę doktorską poświęconą syntezie dolomitu. Kontynuował karierę naukową i w 1920 uzyskał habilitacje na tej samej uczelni, po czym podjął tam pracę w charakterze nieopłacanego pomocnika profesora. Jesienią 1922 został zatrudniony na uniwersytecie w Kilonii, gdzie w 1924 uzyskał profesurę mineralogii. W roku 1929 przeniósł się do Wrocławia, obejmując tam stanowisko dyrektora Instytutu Mineralogiczno-Petrograficznego oraz Muzeum Mineralogicznego Schlesische Friedrich-Wilhelms-Universität zu Breslau, kierując obydwoma placówkami aż do końca II wojny światowej i będąc ich ostatnim niemieckim dyrektorem. Jednocześnie wykładał jako profesor mineralogię na Technische Hochschule Breslau. Po wojnie przez jakiś czas pozostawał niezatrudniony i prowadził badania prywatnie (Privatgelehrter), później wykładał na uniwersytecie w Tybindze, gdzie w 1952 został profesorem zwyczajnym. 
W 1940 został przyjęty do Leopoldiny.
Zajmował się m.in. badaniem wzrostu kryształów, mineralogią przemysłową (zastosowaniem mineralogii w procesach produkcji przemysłowej) oraz geologią złóż Śląska.  